# 光觸媒
在化學中，光觸媒又稱光催化，是指光化学反应在催化剂的作用下加速的过程。能够加速光化學反應的催化剂則被稱為光催化劑。常用的光催化劑有磷化鎵（GaP）、砷化鎵（GaAs）等等。最廣泛使用的是二氧化鈦，它能靠光的能量來進行消毒、殺菌。

## 發現
1972年，日本東京大學的藤嶋昭觀察到二氧化鈦（TiO
2）在紫外光的照射下，會把水分子分解成氫氣，因而發現二氧化鈦的光化學特性。隨著環保意識高漲，其特性引起世界各國的重視，近年研究發現許多半導體材料皆具有光觸媒特性，目前常見的有磷化鎵（GaP）、砷化鎵（GaAs）及二氧化鈦。
然而，進一步的研究發現，部分半導體材料在酸性或鹼性環境中容易變質，有些化合物易發生化學或光化學腐蝕性，皆不適合作為淨水的光觸媒。相較之下，二氧化鈦具有高穩定性、耐酸鹼、價格便宜、容易製備和無毒等優點，為目前最常用、也最有發展潛力的光觸媒材料。
由於光觸媒環保又實用，光觸媒的開發試驗已逐漸實行，但需注意的是光觸媒優點同時亦可成為缺點，因它在陽光紫外線照射達到一定強度時才產生化學作用。

## 原理
光子具有一定能量，当照射到某些物質上（如半導體），原子的電子吸收一定的能量後，便會從價帶（valence band）躍升，到導帶（conduction band），而原本電子存在的地方就會出現一個帶正電的電洞 —— 也即光生電子和光生空穴。正電子與空氣中的水分子結合產生具有氧化分解能力的氫氧自由基，負電子則與空氣中的氧結合成活性氧，由於這種電子和空穴分别具有較强的還原性和氧化性，因此能使半導體上的物質發生氧化還原反應，從而將光能轉换為化学能。这些物質被稱為光催化劑。

## 光催化水分解
水會解離成氫氧根（OH−）和氫離子（H+）：
H2O ↔ H+ + OH−
在光觸媒顆粒表面，氧氣會與電子結合形成氧離子，水分子會被電洞氧化成氫氧自由基（OH·），這兩者皆為極不穩定的物質，會與有機物結合重新降解成二氧化碳、水。